# Georges Willems
Georges Willems (* 5. September 1888 in Merksem; † nach 1912) war ein belgischer Ruderer.

## Biografie
Georges Willems wurde 1910 Europameister mit dem belgischen Achter. Bei den Olympischen Sommerspielen 1912 in Stockholm nahm er mit Guillaume Visser, Georges Van Den Bossche, Edmond Vanwaes und Steuermann Léonard Nuytens in der Vierer mit Steuermann-Regatta teil. Die Crew schied im Viertelfinale aus und gewann wenige Wochen später bei den Europameisterschaften 1912 die Silbermedaille.